# Frederiksberg Allé (metrostation)
Frederiksberg Allé is een ondergronds station van de metro van Kopenhagen in de gemeente Frederiksberg dat werd geopend op 29 september 2019.

## Geschiedenis
In 1999 werden plannen gepresenteerd voor een metroringlijn (M3) door Kopenhagen en Frederiksberg die de lijnen M1 en M2 zou kruisen bij Forum en Kongens Nytorv. Tussen  Københavns Hovedbanegård en het westelijke kruispunt, Forum, zouden twee stations komen. Het eerste station ten zuiden van Forum zou komen bij de Alhambravej dat ook in latere tracévarianten op het voorkeurstracé lag.
In 2005 stelden de gemeenten Kopenhagen en Frederiksberg het tracé van de M3 vast. Ze kozen daarbij Frederiksberg in plaats van Forum als westelijk kruispunt zodat ook het tracé zelf verder naar het westen moest liggen. Het station kwam daarom ruim 200 meter ten westen van de Alhambravej, ongeveer op de helft van de oost-west lopende Frederiksberg Allé.  
De bouw begon in november 2010 met het verleggen van kabels en archeologisch onderzoek. In 2012 werd begonnen met het uitgraven van de bouwput en het station werd voltooid in 2017.

## Ligging en inrichting
Het station ligt op de hoek van Frederiksberg Allé en Platanvej, met de toegang op de begane grond van het Madkulturens Hus en de bovenliggende woningen. Het station wijkt op meerdere punten af van het standaardontwerp, zo ligt de stationshal niet direct onder straatniveau en ontbreken de daklichten. Het station, de woningen en Madkulturens Hus zijn ontworpen door Cobe.
De liften verbinden de straat rechtstreeks met de noordkop van het perron zonder te stoppen bij de stationshal. De vaste trap tussen straat en de, hier diep gelegen, stationshal is hier vervangen door twee roltrapgroepen van elk twee roltrappen. De uitstappers gaan naar boven met twee roltrappen die boven de roltrapgroep van het standaardontwerp doorlopen en daardoor bovenaan bij de lift uitkomen. De instappers gaan met twee roltrappen naar beneden die aan de zijkant van de stationshal uitkomen zodat reizigers rechtstreeks kunnen doorlopen naar de roltrappen naar de het perron dat hier op een een diepte van 20 meter ligt. Iets ten oosten van de hoofdingang ligt aan de Frederiksberg Allé een toegang met een vaste trap die uitkomt in de fietsenstalling. De fietsenstalling is via een tussendeur verbonden met de stationshal.  
Omdat het standaardontwerp op de eerste twee metrolijnen betekende dat de ondergrondse stations voor reizigers onherkenbaar bleken, werd voor de stations van M3 en M4 gekozen voor een eigen wandbekleding en afwerking per station. Frederiksberg Allé heeft wandpanelen in verschillende groentinten gekregen als verwijzing naar de linden langs de naamgevende straat.

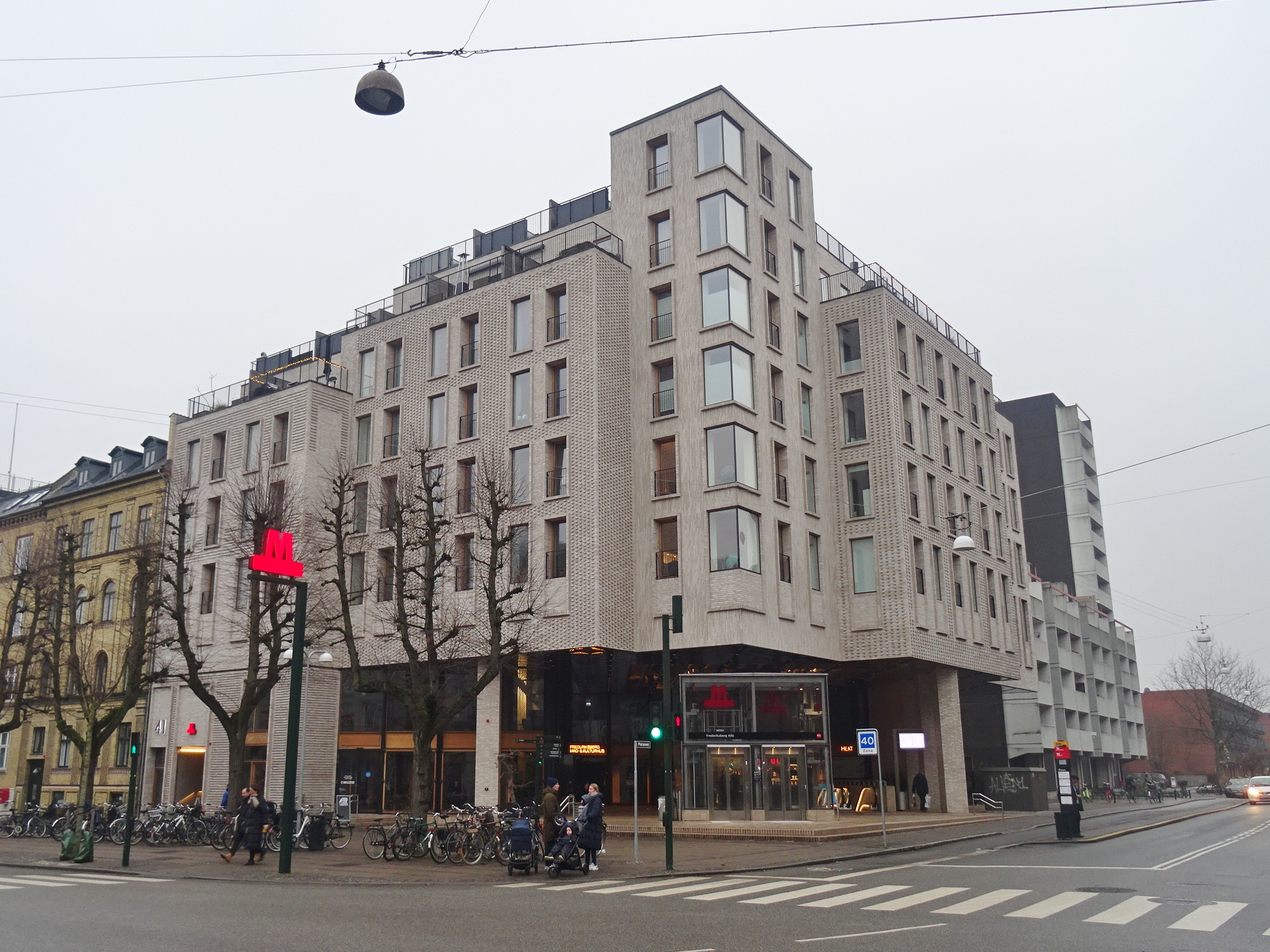
Het station en bovenliggend gebouw op de hoek van de Frederiksberg Allé en de Platanvej.
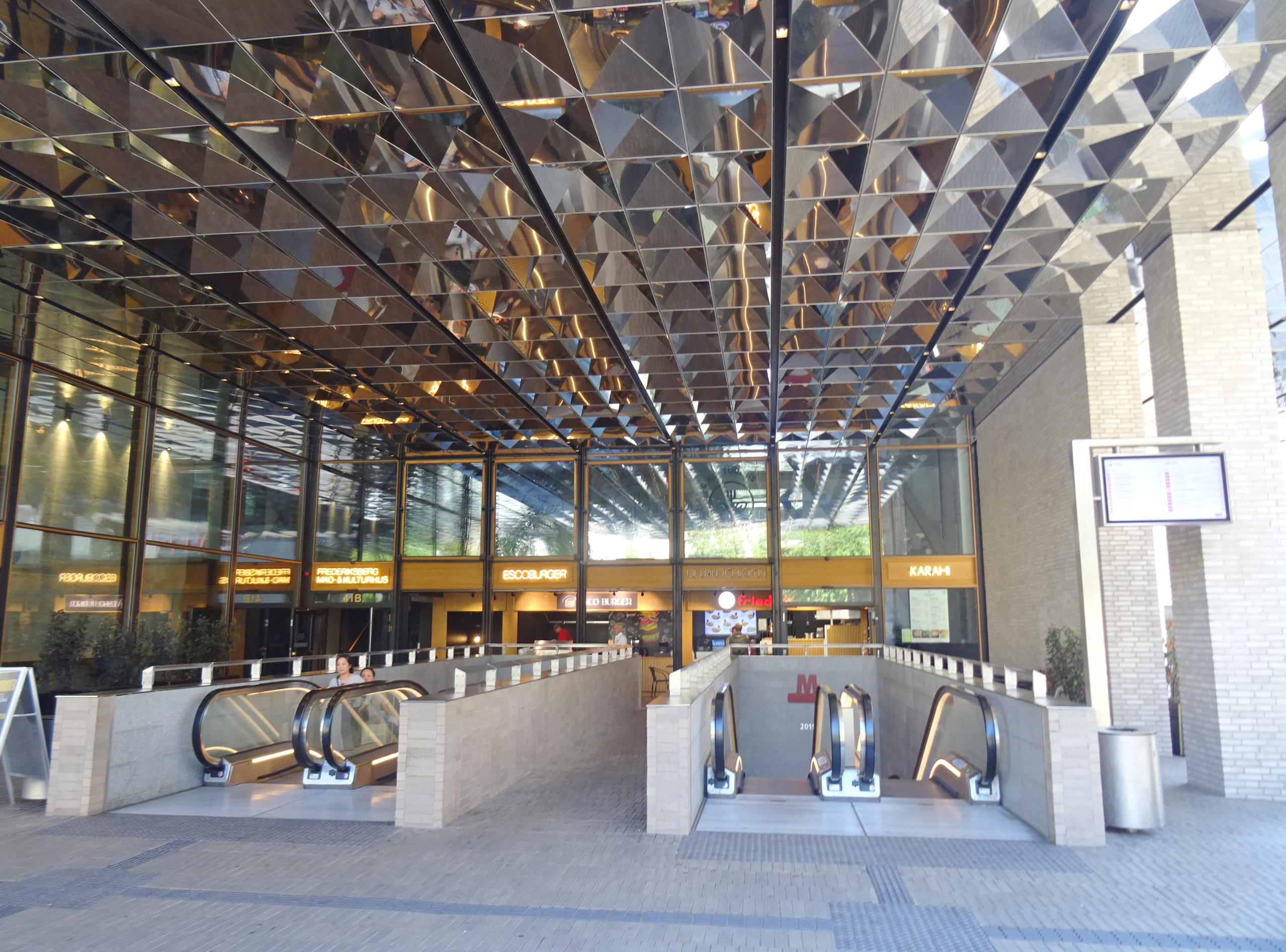
De roltrappen tussen straat en stationshal.
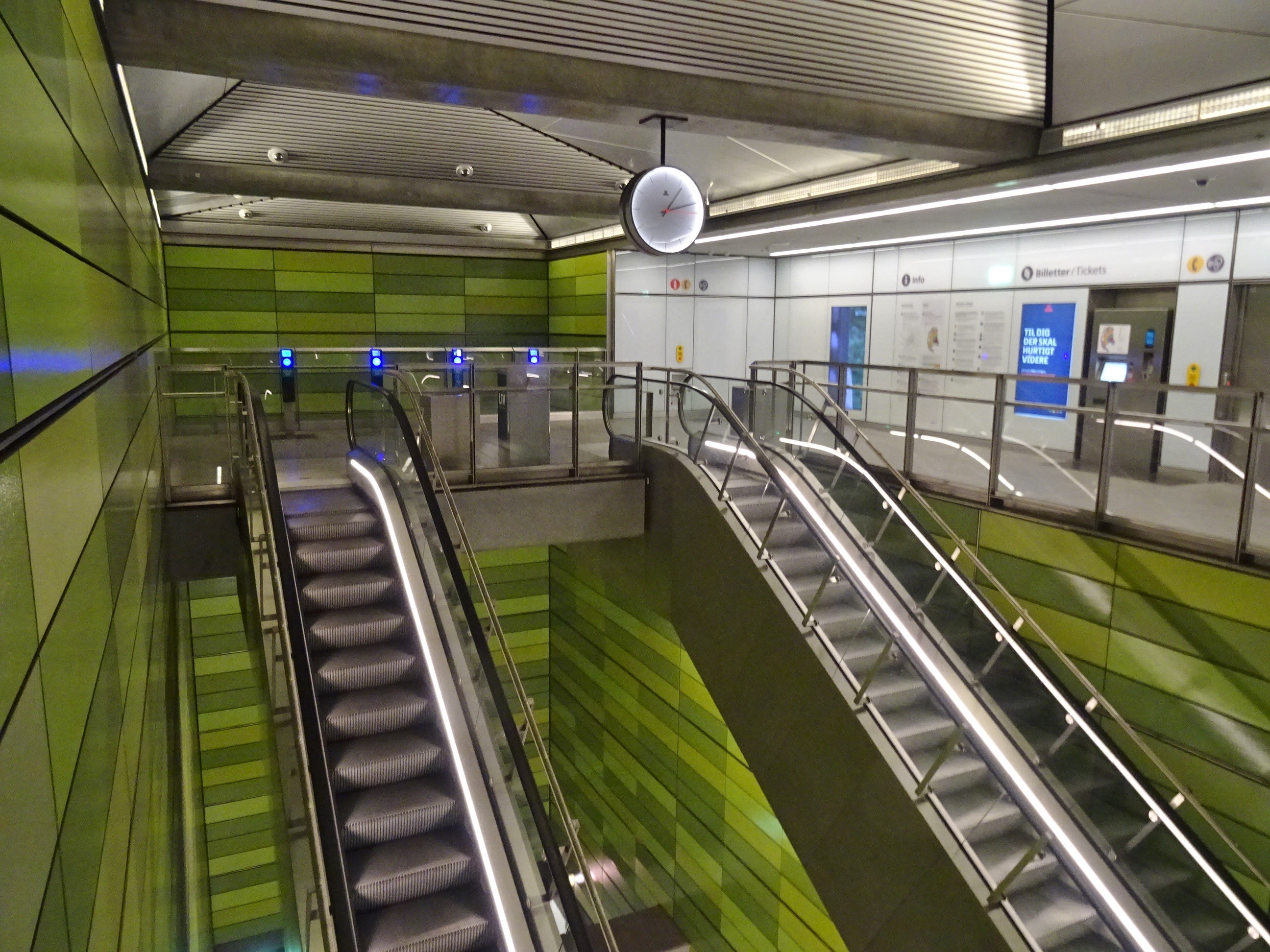
De zuidelijke roltrapgroep in de kuip.

København H   · Rådhuspladsen · Gammel Strand · Kongens Nytorv · Marmorkirken · Østerport   · Trianglen · Poul Henningsens Plads · Vibenshus Runddel · Skjolds Plads · Nørrebro  · Nørrebros Runddel · Nuuks Plads · Aksel Møllers Have · Frederiksberg · Frederiksberg Allé · Enghave Plads · København H →